# Sobór Zwiastowania w Solwyczegodsku
Sobór Zwiastowania w Solwyczegodsku – prawosławny sobór w Solwyczegodsku.

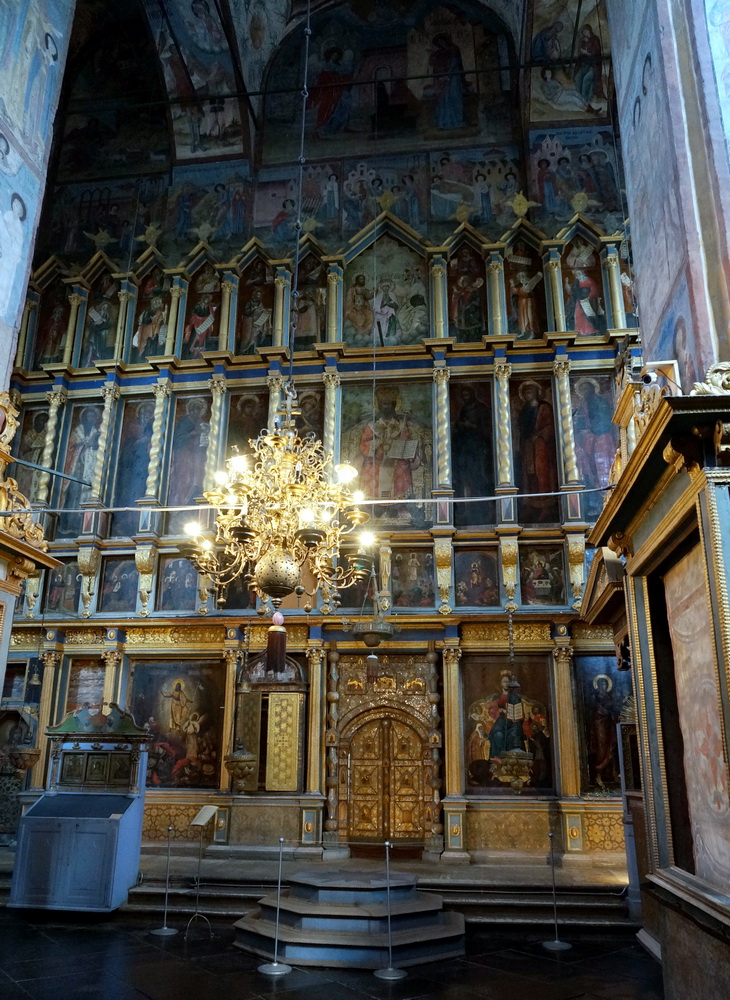
Ikonostas

Sobór był jedną z wielu świątyń fundowanych przez rodzinę Stroganowów. Jest to jedna z najstarszych murowanych cerkwi na Rosyjskiej Północy. Decyzja o jego budowie zapadła w latach 50. XVI w., na mocy porozumienia arcybiskupa rostowskiego Nikandra ze Stroganowymi. Arcybiskup przesłał również do miasta ikonę Zwiastowania, co przesądziło o wezwaniu nadanym następnie gotowej świątyni. W 1560 położony został kamień węgielny pod przyszłą cerkiew. Prace budowlane trwały do 1584; obiekt usytuowano na wzgórzu nad rzeką Wyczegdą. W bocznych kaplicach świątyni znalazły się nagrobki członków rodziny, która ufundowała obiekt.
W 1613 sobór został rozgrabiony w czasie wielkiej smuty. Po stabilizacji sytuacji politycznej w Rosji Stroganowowie odbudowali cerkiew w pierwotnym kształcie, zastępując utracone cenne elementy wyposażenia nowymi.
Monumentalna bryła soboru miała podkreślać potęgę rodu Stroganowych i jego dominację w tym regionie Rosji. Oprócz głównego ołtarza Zwiastowania w cerkwi znajdowały się kaplice św. Mikołaja, Aleksego, metropolity Moskwy, Szymona Słupnika oraz Trzech Świętych Hierarchów. W 1646 dodana została piąta kaplica św. Teodora, Narodzenia Matki Bożej i św. Piotra Apostoła. Pełniła ona funkcję kaplicy dla służby zatrudnionej u Stroganowów. Cerkiew posiada pięć kopuł, przebudowywanych w XVIII stuleciu. Mniej więcej w tym samym okresie najmłodsza z kaplic bocznych została rozebrana. Na jej miejscu wzniesiono dzwonnicę, w której znajdowała się kaplica Soboru Matki Bożej oraz 12 dzwonów, z których największy ważył 170 pudów. Na zewnętrznej ścianie dzwonnicy znajdował się zegar. W latach 1819–1826 również i ten obiekt został rozebrany. Nowa dzwonnica została wybudowana w stylu klasycystycznym, wieńczyła ją iglica. W 1819 sobór silnie ucierpiał w pożarze. W celu uzyskania środków na jego zabezpieczenie i odbudowę sprzedano do Moskwy część najcenniejszych ikon i innych utensyliów, które ocalały ze zniszczeń. 1350 wizerunków świętych zakupili w latach 30. XIX wieku staroobrzędowcy.
W 1600 we wnętrzu soboru wykonano dekorację malarską, której autorami byli przybyli z Moskwy Fiodor Sawwin i Stiepan Ariefiew. Freski te były wielokrotnie poddawane konserwacjom i przeróbkom w XVIII i XIX stuleciu. Z kolei ikony dla ikonostasu cerkwi wykonali Nazarij Stomin, Prokopij Czirin oraz Istoma Sawin. Pierwszy, pięciorzędowy ikonostas soboru nie zachował się; w latach 30. XVII w. zastąpiono go nowym, również pięciorzędowym, ogato rzeźbionym i złoconym. Ponad najwyższym rzędem umieszczono 29 postaci cherubinów i serafinów, z których czternaście pokrywała warstwa złota.
Od 1919 sobór nie pełni funkcji sakralnych, gdyż razem z innymi zabytkami miasta został zaadaptowany na muzeum.